# Nitrosomonas europaea
Nitrosomonas europaea ist eine Bakterienart der Gattung Nitrosomonas. Sie wird im Deutschen auch als Ammoniumbakterium bezeichnet. Die Art kommt im Boden sowie im Wasser, speziell im Abwasser, weit verbreitet vor.

## Merkmale
Die Art ist 1,1 bis 1,8 Mikrometer groß und ellipsoidisch. Sie besitzt eine polare Geißel, die lichtmikroskopisch nicht erkennbar ist. Selten bildet Nitrosomonas europaea kurze Ketten.

## Stoffwechsel
Der Stoffwechsel von Nitrosomonas europaea beruht auf der Nitrifikation, sie oxidiert Ammonium sowie Ammoniumsalze zu Nitriten. Sie ist weiterhin zu der mikrobielle Oxidation von kurzkettigen gasförmigen Alkanen (SCGA) fähig. Sie führt wahrscheinlich die Oxidation von Methan und SCGAs in Gegenwart von Ammonium durch.